# Асдинги
Асдинги (лат. Astringi, Asdingi, дрверхненем. Hartungā) — вандальское племя (первоначально род), наиболее родственное силингам. Впервые упоминаются Дионом Кассием ок.170 года.
Имя их значит «длинноволосые». Вместе с силингами были первыми, кто пришёл с севера в область виндов и получил имя «вандалы» от своих соседей. В середине II в. с берегов Одера асдинги двинулись на юг, вытеснив племя костобоков. Вступив в федеративные отношения с Римской империей, помогали Марку Аврелию в его войне с квадами и маркоманами. Дион Кассий называет имена их вождей – Рай и Рапт. Марк Аврелий отвёл им землю в Дакии, на берегах рек Мароша и Кёрёша, откуда в IV в. их вытеснили остготы Гебериха, в битве против них пал король асдингов Визимар (Иордан, §113).
Иордан (§113) утверждал, что ветвь Асдингов (Asdingorum stirpe) выделяется среди вандалов своей воинственной доблестью. По наиболее авторитетному мнению, Асдинги представляли собой королевский род, имя которого впоследствии было перенесено на весь народ. Мюлленгоф отмечал, что имена, имеющие патронимические окончания, являются, вероятно, только названиями фил и триб, но первоначально княжеских родов, стоявших во главе более крупных объединений. В эпосе готы называются Амелунгами, бургунды Гьюкунгами, вандалы Асдингами, и т. д., и Дион Кассий подтверждает это, употребляя в своей «Истории» имя Асдингов в значении племени.
Ф.А. Браун устанавливал тождество между асдингами и наганарвалами. 